# Periconiella cordylines
Periconiella cordylines är en svampart som beskrevs av McKenzie 1990. Periconiella cordylines ingår i släktet Periconiella och familjen Mycosphaerellaceae.   Inga underarter finns listade i Catalogue of Life.